# رضا مالك
رضا مالك (21 ديسمبر 1931م – 29 يوليو 2017م) هو سياسي ورئيس الحكومة الجزائرية الأسبق خلفا لبلعيد عبد السلام من 21 أغسطس 1993 إلى 11 أبريل 1994 أي في فترة حكم علي كافي واليمين زروال وخلِفه مقداد سيفي، وأحد أبرز المفاوضين في الوفد الجزائري في مفاوضات إيفيان مع السلطات الفرنسية لإقرار استقلال الجزائر. وبعيدا عن الشأن الجزائري، كان رضا مالك أحد أبرز المفاوضين لتحرير 52 رهينة في السفارة الأميركية بطهران، وهي الأزمة التي انتهت عام 1981.
وعلى المستوى الحزبي أسس رضا مالك عام 1995 حزب التحالف الوطني الجمهوري وترأسه.
وقد ألف رضا مالك عددا من الإصدارات، من بينها «الرهان الحقيقي رهان العصرنة في الجزائر وفي الإسلام»، وكتاب «الجزائر في إيفيان»، وآخر حول «تاريخ المفاوضات السرية 1962/1956»..ولد في 21 ديسمبر 1931م بمدينة باتنة، وتوفي يوم السبت 29 يوليو 2017م الموافق 6 ذي القعدة 1438هـ بعد معاناة مع المرض عن عمر ناهز 86 سنة.
وقال وزير الإعلام الجزائري السابق عبد العزيز رحابي لوكالة الأنباء الفرنسية إن «الجزائر فقدت شاهدا على عصره، وطنيا مستنيرا». وأضاف أن رضا مالك «كان من الذين أرسوا دعائم الدبلوماسية الجزائرية». ودفن يوم الأحد 30 يوليو 2017م بمقبرة العالية الوطنية في الجزائر العاصمة، حيث يرقد رؤساء وزعماء آخرون.

## المناصب الدبلوماسية التي تولها
تولى عدة مناصب دبلوماسية منها:
- 1962–1964: سفير الجزائر لدى صربيا.
- 1965–1970: سفير الجزائر لدى فرنسا.
- 1970–1977: سفير الجزائر لدى روسيا.
- 1979–1982: سفير الجزائر لدى الولايات المتحدة الأمريكية.
- 1982–1984: سفير الجزائر لدى بريطانيا.

## مؤلفاته
له عدة مؤلفات:
- الجزائر في إيفيان: المفاوضات السرية 1956-1962.
- الجزائر في إيفيان.
- تقليد وثورة، الرهان الحقيقي.

## روابط خارجية
- رضا مالك على موقع مونزينجر (الألمانية)